# 홍현역
홍현역(紅峴驛)은 조선민주주의인민공화국 황해남도 배천군 홍현리에 있는 배천선의 철도역이다. 과거 토해선에 속해 있을 때에는 금산역으로 불렸었다.

## 같이 보기
- 조선민주주의인민공화국의 철도